# Candemir Berkman
Candemir Berkman (ur. 1934 w Stambule) – piłkarz turecki grający na pozycji obrońcy. W swojej karierze rozegrał 11 meczów w reprezentacji Turcji.

## Kariera klubowa
Karierę piłkarską Berkman rozpoczął w klubie Galatasaray SK ze Stambułu. W 1957 roku zadebiutował w nim w rozgrywkach Istanbul Lig, a od 1959 roku grał w nim w nowo powstałej lidze tureckiej. Wraz z Galatasaray trzykrotnie wywalczył mistrzostwo Ligi Stambułu w 1958 roku, mistrzostwo Turcji w latach 1962 i 1963, Puchar Turcji w latach 1963, 1964, 1965 oraz TSYD Kupası w 1963 roku.
W 1965 roku Berkman odszedł z Galatasaray do klubu Vefa SK. W Vefie występował do 1968 roku, czyli do końca swojej kariery.

## Kariera reprezentacyjna
W reprezentacji Turcji Berkman zadebiutował 18 października 1961 roku w wygranym 1:0 towarzyskim meczu z Koreą Południową. W swojej karierze grał w eliminacjach do MŚ 1962 i Euro 64. Od 1961 do 1964 roku rozegrał w kadrze narodowej 11 meczów.